# Forster Linde

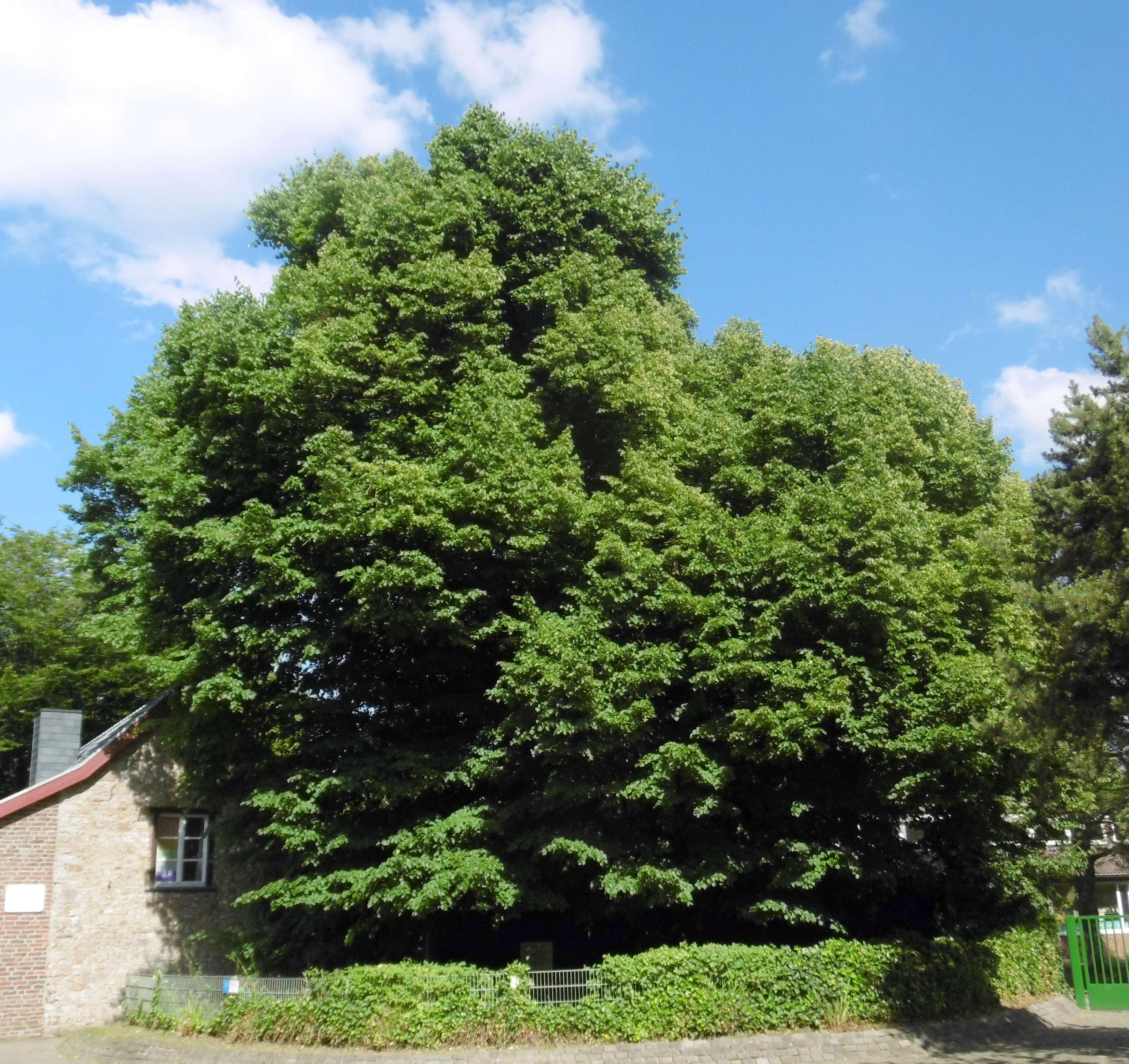
Forster Linde 2022

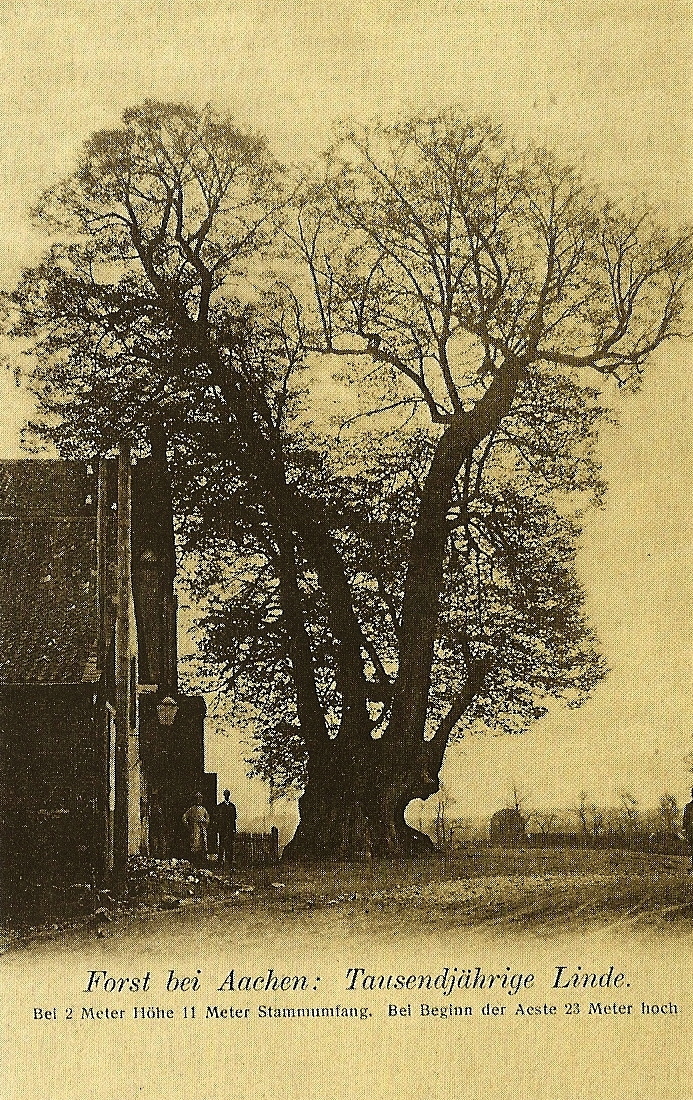
Forster Linde um 1910

Die Forster Linde ist ein Naturdenkmal im Aachener Stadtteil Aachen-Forst. Ihr Alter wurde 1852 bei einem Besuch des Fürsten Hermann von Pückler-Muskau auf mehr als 800 Jahre geschätzt. Genau lässt sich das Alter der Linde jedoch nicht bestimmen.

## Bezeichnung
Der Stammfuß der Forster Linde hat 9,5 m Umfang, aus ihm entspringen in 2 bis 3 m Höhe fünf Stämmlinge. Sie sind vor ca. 300 Jahren entstanden, als der ursprüngliche Hauptstamm im Kronenzentrum ausgebrochen sein muss. An dieser Stelle befindet sich heute eine Betonplombe, mit der in den Nachkriegsjahren die Hohlräume ausgefüllt worden sind – eine Maßnahme, für die modernere Baumpflege Alternativen wüsste.
Die Forster Linde ist eine Winterlinde, um sie herum sind Kindergarten und Kirche – und ein altes, restauriertes Schöffenhaus. Das legt die Vermutung nahe, dass sie in früheren Zeiten eine Gerichtslinde war, zumal in der Nähe eine alte Gemarkungsbezeichnung Galgenplai lautet. Eine stilisierte Linde findet sich auch in dem überlieferten Wappen eines Forster Schützen des 18. Jahrhunderts, der in dem Gerichtshaus an der Linde wohnte.
Heute wird die Forster Linde besonders gepflegt und überwacht: Sie ist von Zäunen umgeben, die Kopftriebe sind zur Stabilisierung mit Seilen miteinander verbunden. Die Forster Linde ist seit mehr als 30 Jahren als Naturdenkmal festgesetzt und wird regelmäßig untersucht und gepflegt.
In unmittelbarer Nähe zur Forster Linde befindet sich die nach ihr benannte Städtische Katholische Grundschule Forster Linde Aachen.